# John Verdon
John Verdon (New York, 1º gennaio 1942) è uno scrittore statunitense.

## Biografia
Autore di romanzi di genere poliziesco e thriller, si è dedicato alla scrittura dopo aver lavorato per anni come dirigente di agenzie pubblicitarie, a Manhattan. Dopo aver lasciato la carriera di pubblicitario, si è ritirato insieme alla moglie tra i boschi dei Monti Catskill.
Il successo di pubblico e critica ottenuto dal suo primo romanzo, Think of a Number (2010), pubblicato in Italia come L'enigmista, lo ha spinto a scriverne un seguito, Shut Your Eyes Tight (pubblicato in Italia come Il castigo. La serie è proseguita poi con Let the Devil Sleep (Il sonno del diavolo) e Peter Pan Must Die.

## Opere
- Think of a Number (2010)
  - edizione italiana: L'enigmista (trad. di Alfredo Colitto), Mondolibri, Milano, 2011
- Shut Your Eyes Tight (2011)
  - edizione italiana: Il castigo (trad. di Alfredo Colitto), Piemme, Milano, 2012
- Let the Devil Sleep (2012)
  - edizione italiana: Il sonno del diavolo (trad. di Alfredo Colitto), Piemme, Milano, 2014
- Peter Pan Must Die (2014)
  - edizione italiana: Non fidarti di Peter Pan (trad. di Alfredo Colitto), Piemme, Milano, 2016